# Lactarius pseudouvidus
Lactarius pseudouvidus é um fungo que pertence ao gênero de cogumelos Lactarius na ordem Russulales. Encontrado na Europa, foi descrito cientificamente pelo micologista francês Robert Kühner em 1975.